# Китайско-никарагуанские отношения
Китайско-никарагуанские отношения — двусторонние дипломатические отношения между Китаем и Никарагуа. Государства являются членами Организации Объединённых Наций. Официальные отношения начались в 1985 году, но были разорваны в 1990 году в результате признания Никарагуа Китайской Республики (Тайваня). Отношения были восстановлены в 2021 году. У Китая есть посольство в Манагуа, а у Никарагуа имеется посольство в Пекине.

## История
Во время Холодной войны Никарагуа поддерживала официальные дипломатические отношения только с Китайской Республикой (Тайванем). Информационное агентство Синьхуа открыло филиал в Манагуа после того, как в 1979 году в стране вспыхнула Сандинистская революция. Правительство Никарагуа во главе с Даниэлем Ортегой впервые установило официальные отношения с Китайской Народной Республикой в 1985 году и вскоре оба государства открыли постоянные посольства. Несмотря на это, Китай поставлял оружие мятежным контрас, чтобы укрепить связи с Соединёнными Штатами Америки и противостоять советскому влиянию в Центральной Америке.
В 1990 году Даниэль Ортега потерпел поражение на всеобщих выборах в Никарагуа от Виолеты Чаморро, которая объявила о восстановлении дипломатических отношений с Тайванем. Китай впоследствии разорвал дипломатические отношения с Никарагуа. Кроме того, Никарагуа закрыла своё консульство в Британском Гонконге перед передачей суверенитета этого города КНР.
В декабре 2021 года Никарагуа приостановила отношения с Тайванем и восстановила отношения с КНР. После восстановления отношений Никарагуа и КНР подписали ряд соглашений, в соответствии с которыми Китай окажет экономическую помощь в строительстве 12 000 единиц государственного жилья и инфраструктуры, включая порты, железные дороги, энергетические и водные проекты.